# Nucula nitidosa
Nucula nitidosa är en musselart som beskrevs av Winckworth 1930. Nucula nitidosa ingår i släktet Nucula och familjen nötmusslor. Arten är reproducerande i Sverige. Inga underarter finns listade i Catalogue of Life.